# Vanessa Ersöz
Vanessa Ersöz (* 5. Mai 2002) ist eine schwedische Tennisspielerin.

## Karriere
Ersöz spielt vorrangig auf Turnieren der ITF Women’s World Tennis Tour und konnte bereits vier Titel im Doppel gewinnen.

## Turniersiege

### Doppel
| Nr. | Datum              | Turnier | Kategorie | Belag | Partnerin             | Finalgegnerinnen                     | Ergebnis          |
| --- | ------------------ | ------- | --------- | ----- | --------------------- | ------------------------------------ | ----------------- |
| 1.  | 23. Oktober 2021   | Antalya | ITF W15   | Sand  | Kajsa Rinaldo Persson | Jasmijn Gimbrère Irene Lavino        | 4:6, 6:1, [10:4]  |
| 2.  | 16. April 2022     | Antalya | ITF W15   | Sand  | Doğa Türkmen          | Xenija Laskutowa Gergana Topalova    | 7:62, 3:6, [10:5] |
| 3.  | 10. September 2022 | Kairo   | ITF W25   | Sand  | Mayuka Aikawa         | Elena-Teodora Cadar Sandra Samir     | 6:1, 7:5          |
| 4.  | 11. Februar 2023   | Jhajjar | ITF W15   | Sand  | Fanny Östlund         | Alexandra Iordache Sevil Yoʻldosheva | 0:6, 7:5, [10:5]  |